# أوكالبتوس دغلي
أوكالبتوس دغلي (الاسم العلمي:Eucalyptus dumosa) هو نوع من النباتات يتبع جنس الأوكالبتوس من فصيلة الآسية.